# Kypello Ellados 1986-1987
La Coppa di Grecia 1986-1987 è stata la 45ª edizione del torneo. La competizione è terminata il 21 giugno 1987. L'OFI Creta ha vinto il trofeo per la prima volta, battendo in finale l'Iraklis.

## Primo turno
| Squadra 1                  | Risultato         | Squadra 2             |
| -------------------------- | ----------------- | --------------------- |
| Eordaikos                  | 1 – 0             | Rodos                 |
| Panarkadikos               | 3 – 1             | Atromītos             |
| Alexandria                 | 0 – 0 (5 – 6 dtr) | Proodeftikī           |
| Kozani                     | 4 – 2             | Eolikos Mytilenes     |
| Egaleo                     | 1 – 0             | Naoussa               |
| Kalamata                   | 1 – 2             | Arīs Salonicco        |
| Kavala                     | 1 – 1 (3 – 4 dtr) | Īraklīs               |
| Panserraïkos               | 0 – 1             | Panathīnaïkos         |
| Anagennīsī Giannitsa       | 1 – 0             | Agrotikos Asteras     |
| Nikī Volo                  | 0 – 2             | Anagennīsī Karditsa   |
| Paniōnios                  | 2 – 0 (dts)       | Charafgiakos Iliopoli |
| Thriamvos                  | 4 – 0             | Skoda Xanthi          |
| Ethnikos Asteras           | 2 – 0             | Panīleiakos           |
| Athīnaïkos                 | 1 – 2             | Ethnikos Pireo        |
| Polykastro                 | 3 – 0             | Ergotelīs             |
| Achille Farsala            | 1 – 1 (2 – 4 dtr) | Irodotos              |
| OFI Creta                  | 2 – 0             | Thiva                 |
| Panargeiakos               | 1 – 2             | Pyrsos Grevena        |
| Doxa Dramas                | 3 – 1             | Kastoria              |
| Ionikos                    | 2 – 1 (dts)       | Pierikos              |
| Larissa                    | 1 – 0             | Levadeiakos           |
| Megas Alexandros Salonicco | 1 – 2             | Acharnaïkos           |
| PAS Giannina               | 1 – 1 (2 – 4 dtr) | Diagoras              |
| Peramaïkos                 | 0 – 1             | Panaitōlikos          |
| Kallithea                  | 1 – 0             | Trikala               |
| Apollōn Smyrnīs            | 4 – 0             | Kerkyra               |
| Anagennisi Arta            | 6 – 0             | Panthrakikos          |
| Patrasso                   | 3 – 1             | Pannafpliakos         |
| Olympiakos Volos           | 0 – 1             | AEK Atene             |
| Kilkisiakos                | 1 – 1 (3 – 5 dtr) | Apollōn Kalamarias    |
| Fostiras                   | 0 – 2             | PAOK                  |
| Langada                    | 0 – 3             | Edessaïkos            |
| GAS Veria                  | 4 – 2             | Nestos Chrysoupoli    |
| Olympiakos Chalkida        | 2 – 1             | Chalkis               |
| Panachaïkī                 | 4 – 1             | Vyzas                 |
| Ethnikos Alexandroupolis   | 1 – 4             | Olympiacos            |
| Panelefsiniakos            | 0 – 3             | Makedonikos           |
| Korinthos                  | 1 – 1 (4 – 3 dtr) | Lamia                 |

## Turno addizionale
| Squadra 1       | Risultato   | Squadra 2           |
| --------------- | ----------- | ------------------- |
| Ethnikos Pireo  | 1 – 2       | Olympiacos          |
| Irodotos        | 3 – 2       | Eordaikos           |
| Anagennisi Arta | 1 – 2 (dts) | Arīs Salonicco      |
| Egaleo          | 2 – 0       | Anagennīsī Karditsa |
| Paniōnios       | 1 – 0 (dts) | AEK Atene           |
| Proodeftikī     | 2 – 1       | Panaitōlikos        |

## Sedicesimi di finale
| Squadra 1            | Totale      | Squadra 2           | Andata | Ritorno |
| -------------------- | ----------- | ------------------- | ------ | ------- |
| Proodeftikī          | 2 - 2 (gfc) | Kallithea           | 2 – 1  | 0 - 1   |
| Paniōnios            | 3 - 1       | PAOK                | 3 – 0  | 0 - 1   |
| Korinthos            | 1 - 7       | Arīs Salonicco      | 0 – 1  | 1 - 6   |
| Patrasso             | 1 - 4       | Panachaïkī          | 0 – 3  | 1 - 1   |
| Makedonikos          | 5 - 3       | Irodotos            | 2 – 0  | 3 - 3   |
| OFI Creta            | 4 - 2       | Edessaïkos          | 3 – 0  | 1 - 2   |
| Panarkadikos         | 2 - 3       | Apollōn Smyrnīs     | 2 – 0  | 0 - 3   |
| Ethnikos Asteras     | 2 - 3       | Kozani              | 2 – 0  | 0 - 3   |
| Īraklīs              | 4 - 0       | Polykastro          | 3 – 0  | 1 - 0   |
| Larissa              | 3 - 0       | Egaleo              | 3 – 0  | 0 - 0   |
| Apollōn Kalamarias   | 1 - 4       | Diagoras            | 0 – 1  | 1 - 3   |
| Thriamvos            | 1 - 2       | Pyrsos Grevena      | 0 – 0  | 1 - 2   |
| Anagennīsī Giannitsa | 6 - 3       | Olympiakos Chalkida | 5 – 1  | 1 - 2   |
| Acharnaïkos          | 3 - 6       | Olympiacos          | 3 – 3  | 0 - 3   |
| Panathīnaïkos        | 7 - 2       | GAS Veria           | 4 – 1  | 3 - 1   |
| Ionikos              | 1 - 5       | Doxa Dramas         | 0 – 1  | 1 - 4   |

## Ottavi di finale
| Squadra 1      | Totale | Squadra 2            | Andata | Ritorno     |
| -------------- | ------ | -------------------- | ------ | ----------- |
| Arīs Salonicco | 2 - 3  | Larissa              | 2 – 0  | 0 - 3       |
| Īraklīs        | 9 - 2  | Kozani               | 5 – 0  | 4 - 2       |
| Doxa Dramas    | 0 - 3  | Panathīnaïkos        | 0 – 1  | 0 - 2       |
| Paniōnios      | 3 - 1  | Olympiacos           | 3 – 0  | 0 - 1       |
| OFI Creta      | 4 - 1  | Apollōn Smyrnīs      | 4 – 0  | 0 - 1       |
| Panachaïkī     | 2 - 3  | Diagoras             | 2 – 0  | 0 - 3 (dts) |
| Pyrsos Grevena | 0 - 9  | Makedonikos          | 0 – 4  | 0 - 5       |
| Kallithea      | 4 - 2  | Anagennīsī Giannitsa | 3 – 0  | 1 - 2       |

## Quarti di finale
| Squadra 1     | Totale      | Squadra 2   | Andata | Ritorno |
| ------------- | ----------- | ----------- | ------ | ------- |
| Panathīnaïkos | 3 - 2       | Paniōnios   | 3 – 1  | 0 - 1   |
| Kallithea     | 0 - 6       | OFI Creta   | 0 – 2  | 0 - 4   |
| Diagoras      | 1 - 1 (gfc) | Makedonikos | 0 - 0  | 1 - 1   |
| Larissa       | 1 - 2       | Īraklīs     | 1 – 1  | 0 - 1   |

## Semifinali
| Squadra 1 | Totale | Squadra 2     | Andata | Ritorno |
| --------- | ------ | ------------- | ------ | ------- |
| Īraklīs   | 3 - 2  | Panathīnaïkos | 0 – 0  | 3 - 2   |
| Diagoras  | 1 - 5  | OFI Creta     | 0 – 2  | 1 - 3   |

## Finale
| Arbitro: | Meletis Voutsaras (Atene) |

|                                   |                      |                                   |
| Kofidis 30’                       | Marcatori            | 34’ Charalambidis                 |
| Sundby Zifkas Papadopoulos Adamou | Tiri di rigore 1 – 3 | Charalambidis Tsinos Papavasiliou |